# Баал-Хамон
Баал-Хамон (на Punic: 𐤁𐤏𐤋 𐤇𐤌𐤍), срещан още и като Баал-Амон, Баал-Камон или Ваал-Хамон, Ваал-Амон, Ваал-Камон, е главният бог на Древен Картаген. Той е бог на метеорологичното време, свързван с растителното плодородие и смятан за цар на боговете. Изобразяван е като брадат възрастен мъж с извити рога на овен. Съпруг е на богинята покровителка на Картаген Танит.
Баал-Хамон е упоменато като име в Библията (Песен на Соломон 08:11) и се идентифицира с Ваалгад, а също и с Амон от Асировото коляно (Исус Навин 19:28). Други го идентифицират с Беламон от централен Ханаан.[източник? (Поискан днес)]